# Emma Svensson
Emma Svensson (3 de agosto de 1992) es una deportista sueca que compitió en natación. Ganó dos medallas de plata en el Campeonato Europeo de Natación en Piscina Corta de 2009, en las pruebas de 4 × 50 m libre y 4 × 50 m estilos.

## Palmarés internacional
| Campeonato Europeo en Piscina Corta | Campeonato Europeo en Piscina Corta | Campeonato Europeo en Piscina Corta | Campeonato Europeo en Piscina Corta |
| Año                                 | Lugar                               | Medalla                             | Prueba                              |
| ----------------------------------- | ----------------------------------- | ----------------------------------- | ----------------------------------- |
| 2009                                | Estambul (Turquía)                  | Medalla de plata                    | 4 × 50 m libre                      |
| 2009                                | Estambul (Turquía)                  | Medalla de plata                    | 4 × 50 m estilos                    |